# Цар Едіп
«Цар Едіп» (або «Едіп-тиран», грец. Oἰδίπoυς τύραννoς) — одна з семи трагедій давньогрецького поета і драматурга Софокла. В ній розповідається про трагічну долю царя Фів Едіпа, сина Лая й Іокасти, який у спробі уникнути похмурого пророцтва здійснив його, ненавмисно вбивши свого батька і одружившись з матір'ю, а свої дні закінчив сліпим жебраком і вигнанцем.
Написана близько 429 року до н.е. Наступна трагедія «Едіп у Колоні» оповідає про життя Едіпа у вигнанні.

## Дійові особи
- Едіп — цар Фів, котрий довго і щасливо правив містом, однак раптом на Фіви боги наслали численні лиха.
- Жрець — очільник процесії жителів Фів, які прийшли прохати Едіпа про допомогу.
- Креонт — брат Іокасти, дружини Едіпа.
- Хор фіванських старійшин.
- Тіресій — старий віщун, який знає правду про минуле Едіпа, однак не бажає її розповідати.
- Іокаста (Йокаста) — дружина Едіпа, вдова Лая, з якою Едіп одружився після вбивства Лая невідомим.
- Гонець — гонець з Коринфа, який знає, що Едіп був усиновлений.
- Пастух Лая — старий пастух, який колись врятував Едіпа від смерті.
- Челядинець Едіпа.

## Сюжет
Оповідь починається з діалогу царя Едіпа і жерця. Останній повідомляє, що народ Фів потерпає від численних лих і шукає допомоги в Едіпа. Цар розповідає як послав до Дельфійського оракула за порадою Креонта, однак той забарився і Едіпом оволодівають тривожні думки.
Попри побоювання скоро Креонт радісним повертається до Фів. Він повідомляє віщування оракула: Фіви очистяться від лих, коли буде знайдено і покарано вбивцю колишнього царя Лая, котрий лишився невідомим. Едіп збирає народ, щоб розшукати вбивцю, обіцяючи помститися за Лая. Приводять віщуна Тіресія, але він ухиляється від відповіді хто ж є винуватцем лих у місті. Розгніваний Едіп свариться з Тіресієм, підозрюючи його самого у злочині. Віщун врешті натякає, що сам Едіп накликав на Фіви нещастя, а вбивця Лая зовсім близько.
У розмові Едіпа з Тіресієм та його дружиною (вдовою Лая) Йокастою цар розкриває своє минуле. Едіп пам'ятає як, рісши при дворі свого батька, царя Поліба, дізнався про застереження оракула уникати батьківщини, інакше стане убивцею батька та одружиться з матір'ю. Сподіваючись уникнути злої долі, Едіп вирушив до Фів, де на нього ледь не наїхала колісниця, вершники якої почали ображати і бити хлопця. У бійці, що зав'язалася в колісниці, Едіп вбив старшого і трьох із чотирьох його супутників. Після цього Едіп і став правителем Фів та взяв за дружини вдову вбитого невідомим царя Фів — Йокасту.
Йокаста пробує віднадити чоловіка від пошуків, знаючи страшну правду. Це лише гнівить царя, гордого за своє правління. Прибулий гонець з Коринфа сповіщає, що Поліб мертвий. Едіп радіє з того, що пророцтво оракула не збулося і його справжній батько помер своєю смертю. Однак гонець говорить, що колись приніс маленького Едіпа в дім Поліба, котрий всиновив хлопчика. Едіп думає, що був незнатного походження і змушує гінця розповісти все, що знає. Він говорить, що отримав хлопчика від пастуха. Едіп посилає розшукати цього пастуха і скоро його приводять. Наляканий пастух зізнається, що батьком Едіпа є Лай. Батьки Едіпа, злякавшись даного їм пророкування про те, що їхній син уб'є власного батька і одружиться зі своєю матір'ю, вирішили вбити дитину, лишивши немовля на поживу диким звірам. Але завдяки жалості виконавця злочину, пастуха, хлопчика було передано гінцеві з Коринфа й усиновлено коринфським царем Полібом.
Усвідомивши, що вбитий ним на колісниці був Лай — його батько, а Йокаста — матір, Едіп розуміє, що пророцтво збулося, попри спроби його уникнути. Йокаста, не витримавши ганьби, вбиває себе, повісившись. Едіп виколює собі очі, вважаючи себе негідним навіть смерті, та в розпачі тікає з міста. Хор завершує трагедію, співаючи: нехай доля Едіпа буде всім наукою — не гордитися своїм щастям, бо будь-якої миті воно може минути.

## Проблематика
Цар Едіп зображається зразковим царем, який турбується про батьківщину та народ і готовий зробити все для припинення мору в Фівах. Трагедія проголошує думку, що людина попри безсилля перед долею продовжує боротися з нею і цим звеличує себе. Едіп постає переможцем, він не виправдовує свої злочини фатумом, а визнає їх і сам призначає собі покарання. Цим Едіп тріумфує над долею та волею богів. 
Описане в трагедії пророцтво оракула є яскравим прикладом самовтілюваного пророцтва, яке сповнюється лише тоді, коли буде почуте.

## Трагедія Софокла в світовій культурі
Тема долі Едіпа в різні часи і епохи цікавила митців. Сенека-молодший написав трагедію «Едіп», Вольтер — «Едіп», П. Корнель — «Едіп», Гофмансталь — «Едіп і Сфінкс», Жан Кокто — «Пекельна машина», Краузе — «Едіп та його мати» та багато інших. У російській літературі до цієї теми зверталися В.Озеров, І. Анненський, В. Брюсов, Ф. Сологуб, у польській — С. Виспянський, в Україні — Леся Українка. Найвідомішим музичним твором за цим сюжетом є опера Ігоря Стравінського «Едіп-цар», лібрето Ж. Кокто латинською мовою.

### Театральні постановки в Україні
«Цар Едіп» посідає важливе місце у розвитку європейського, а зокрема українського театрального процесу. На українських теренах трагедія стала темою для діалогу між європейськими культурами. Через вистави режисери намагалися самоідентифікуватися в європейському театрі ХХ ст., часто намагаючись відмежуватись від національних особливостей, наситивши не українськими національними традиціями або ж цілковито апелюючи до українського театру в європейській культурі (Лесь Курбас), тобто здійснюючи національну репетицію античності заради своєрідного її вступу у світову культуру.
Перша постановка Софокла в Україні українською мовою належить Лесеві Курбасу, йдеться про виставу «Цар Едіп» 1918 року у перекладі Івана Франка. До цього часу на території України ставили твори класичної доби, але, як правило, німецькою, польською, російською мовами.
Курбасівський «Едіп-Цар» — це вистава стилю, вистава темпоритму і гармонії. Лесь Курбас проводив репетиції під метроном, щоб домогтися особливої мелодики та ритміки тексту. Кожен образ, рух, жест у виставі Курбаса — не однотипний, не плаский.
П'єса «Едіп-Цар» була популярною і визнаною не тільки в Україні, а й в усій Європі впродовж більш ніж двох тисячоліть. Софокл — поет періоду розквіту рабовласницької демократії з її повагою до традицій і визнанням особистості водночас.
У 2023 році п'єса "Цар Едіп" була поставлена Давидом Петросяном в київському Театрі на Подолі. Головні ролі виконали В'ячеслав Довженко (Едіп), Наталія Сумська (Йокаста), Роман Халаімов (Креонт).

### Екранізації
Трагедія Софокла екранізована П'єром Паоло Пазоліні (роль Едіпа виконав Франко Чітті). Герой Софокла з'являється у фільмі Жана Кокто «Заповіт Орфея» (у виконанні Жана Маре).